# Велика Португалія
Велика Португалія (порт. Portugaliza) — іредентистська політична концепція, запропонована деякими португальськими націоналістами, що передбачає приєднання до Португалії територій, близьких до неї в історико-культурному плані, але перебувають за її межами: Галісії, а також Олівенса та ряду сіл на іспансько-португальському кордоні, жителі яких говорять на різних галісійсько-португальських діалектах, таких як Фальська мова. 

## Передумови
Португалія має давні та міцні історико-культурні зв'язки з Галісією. Це пов'язано з тим, що Португальське графство, що отримало незалежність у 1143, раніше входило до складу Галісійського королівства. 
Після свого поділу ці дві території вони розвивалися в різних умовах: Португалія стала незалежним королівством, а з часом — колоніальною імперією, в той час як Галісія втратила суверенітет та увійшла до складу Іспанії, частиною якої, в статусі автономного співтовариства, вона є досі. 
Однак, незважаючи на майже тисячолітнє роздільне існування, населення Португалії та Галісії зберігає близьку культурну самобутність. Важливо зауважити, що португальська та галісійська мови дуже схожі, мають спільне походження від галісійсько-португальської мови та розділилися лише в XV столітті.